# The Cat Empire (album)
The Cat Empire è il primo eponimo album in studio del gruppo musicale australiano The Cat Empire, pubblicato nel 2003.

## Tracce
1. How to Explain? – 3:37
2. Days Like These – 4:07
3. The Lost Song – 3:15
4. The Chariot – 5:34
5. Hello – 3:44
6. One, Four, Five – 3:24
7. The Rhythm – 3:24
8. The Wine Song – 7:22
9. Nothing – 3:39
10. Beanni – 2:19
11. The Crowd – 5:13
12. Manifesto – 2:34
13. All That Talking – 6:54